# Museu Freud
O Freud Museum, situado em Hampstead, Londres, é um museu biográfico aberto na última casa onde Freud morou até sua morte.
O Freud Museum, em Londres, é um espaço dedicado à Sigmund Freud, que viveu com a família durante seus últimos dias de vida. Em 1938, depois de escapar de um anexo Nazista da Áustria, ele chegou a Londres via Paris no dia 6 de junho e ficou hospedado por um tempo em Elsworthy Road, número 39, por fim se mudou para Maresfield Gardens, número 20, onde o museu está situado. Mesmo que ele tenha morrido um ano depois de se mudar para a casa, sua filha, Anna Freud, continuou na casa até 1982, quando morreu. O desejo da filha de Freud era que a casa virasse um museu depois que morresse. O museu foi aberto ao público em julho de 1986.
Antes de morrer, Freud continuou trabalhando em Londres, e foi na capital britânica que ele finalizou seu livro, Moisés e o Monoteísmo (Moses and Monotheism). Nessa mesma casa, Freud continuou exercendo a psicanálise e recebendo pacientes  para análises. A peça central do museu é o divã trazido de Berggasse, número 19, em Viena. Nesse sofá, Freud pedia que seus pacientes dissessem o que lhes viesse a cabeça, sem selecionar as informações, o que ele chamou de técnica de livre associação.
Existem mais dois Museus de Freud, um em Viena e outro em Příbor, município da República Checa. Esse segundo museu foi aberto pelo presidente Václav Klaus (República Checa) e por quatro bisnetos de Freud, na casa onde ele nasceu.

## História
Em 1938, o pai da psicanálise, Sigmund Freud, deixou Viena após o anexo da Áustria pelos nazistas e mudou-se para Londres, fixando-se no endereço 20 Maresfield Gardens em Hampstead, um dos subúrbios mais intelectuais de Londres. Um pequeno quarto arejado em estilo moderno foi anexado nos fundos por Ernst Ludwig Freud. Freud já tinha mais de oitenta anos nesta época e acabou morrendo no ano seguinte, mas a casa permaneceu com a sua família até sua filha mais jovem Anna Freud, pioneira em terapia infantil, até ela morrer em 1982.

## Local e descrição
O Museu está localizado em Maresfield Gardens, número 20, Hampstead, um subúrbio de Londres.
No térreo da casa ficam o estúdio, a biblioteca e a sala de jantar de Freud. A lojinha do museu também está no térreo. Subindo para o primeiro andar, chega-se a uma sala de vídeo, à sala de Anna Freud e a uma sala onde acontecem exposições temporárias. As exposições variam entre arte contemporânea e exibições com o tema Freud. Frequentemente, as instalações de arte usam diversos cômodos da casa, como a exposição de 2001/2002, "A Visit to Freud's", da fotógrafa austríaca, Uli Aigner. Alguns aposentos, como a cozinha e o consultório de Anna Freud estão fechados para o público, pois viraram escritórios.

## A Casa
A casa casa acabou de ser construída em 1920, ao estilo da Rainha Anne. No mesmo ano, Ernst Ludwing Freud adicionou à construção uma pequena sala de sol ao estilo moderno. Na época, Freud tinha mais de oitenta anos, e morreu no ano seguinte, mas a casa continuou com a família, até que sua filha Anna Freud, pioneira na terapia com crianças, morreu em 1982.
O jardim da casa está conservado, continua do jeito que Freud teria conhecido. Sigmund e Anne Freud amavam o jardim.

## Coleções
Os Freuds moveram todos os móveis e os utensílios domésticos para esta casa em Londres. Existem móveis de Biedermeier, como cestas, mesas e guarda-louças. Há também na casa, coleções de pinturas austríacas de móveis country dos séculos XVIII e XIX. No museu também está a coleção de Freud de antiguidades egípcias, gregas, romanas e orientais, além da biblioteca pessoal do psicanalista.
A peça principal e estrela do museu é o sofá psicanalista de Freud. Esse divã foi dado por um de seus pacientes, Madame Benvenisti, em 1890. A restauração do sofá, realizada em 2013, custou 5000 libras esterlinas (£).
O estúdio e a biblioteca foram preservado e mantidos por Anna Freud, depois que seu pai morreu. A estante de livros, atrás da mesa de Freud, contém alguns de seus autores favoritos: além de Johann Wolfgang von Goethe, escritor alemão, e William Shakespeare, dramaturgo inglês; há também Christian Johann Heinrich Heine (poeta romântico alemão),   Multatuli, pseudônimo literário de Eduard Douwes Dekker (escritor neerlandês) e Anatole France (escritor francês). Freud reconheceu que poetas e filósofos haviam alcançado informações do inconsciente e o próprio inconsciente enquanto a psicanálise tentava explicá-lo de forma sistemática. Além dos livros, a biblioteca contém várias imagens penduradas e organizadas por Freud, dentre essas ilustrações está 'Édipo e o enigma da Esfinge' e 'A lição do Dr. Charcot', assim como, fotografias de Martha Bernays Freud (sua esposa), Lou Andreas-Salomé (intelectual alemã), Yvette Guilbert (cantora francesa), Marie Bonaparte (psicanalista e escritora francesa) e Ernst von Fleischl (físico e fisiologista austríaco).
A coleção do museu incluí um retrato de Freud pintado por Salvador Dalí.

## Informações e outros museus
O museu organiza pesquisas e programas de publicação, possui um serviço de educação que organiza seminários, conferências e visitas educativas ao museu. A antiga casa de Freud é membro dos Museus de Saúde e Medicina de Londres.
Há também outros dois Freud Museum, um em Viena, e um outro, fundado pelo presidente Václav Klaus e quatro netos de Freud, na cidade de Pribor da República Checa, na casa em que Sigmund Freud nasceu.